# USS LST-786
O USS LST-786 foi um navio de guerra norte-americano da classe LST que operou durante a Segunda Guerra Mundial.